# Puig-robí
Puig-robí és un monument del municipi de Torelló (Osona) inclòs en l'Inventari del Patrimoni Arquitectònic Català.

## Descripció
És una masia de planta rectangular coberta a dues vessants amb el carener perpendicular a la façana, la qual es troba orientada vers a llevant. El portal és adovellat i la dovella central és decorada. Les finestres del primer pis presenten motllures i són decorades. Al damunt hi ha tres finestres que donen a les golfes del mas. A ponent i a nivell del primer pis hi ha una terrassa de planta rectangular que sobresurt del cos de l'edificació. En aquest mateix indret s'hi adossen unes galeries a la part dreta, i són cobertes a una sola vessant. És construïda amb pedra i arrebossada al damunt, deixant visibles els elements de ressalt que són de pedra picada. L'estat de conservació és bo.

## Història
Antic mas que es troba registrat en el fogatge de 1553 de la parròquia i terme de Sant Feliu de Torelló. Habitava el mas un tal Sagimon Feu. El mas fou reformat al redós dels segles XVI-XVII. Segons l'historiador Fortià Solà, aquest mas es troba esmentat en la documentació del segle xiii. Seria aquesta, doncs, la notícia més antiga que tenim del mas.
Dades constructives
- 1624: portal de llevant.[1]
- 1603: finestra del primer pis.[1]
- 1627: finestra del primer pis.[1]
- 8 de maig de 1753: angle SE.[1]